# Polynema romanesi
Polynema romanesi är en stekelart som beskrevs av Girault 1912. Polynema romanesi ingår i släktet Polynema och familjen dvärgsteklar. Inga underarter finns listade i Catalogue of Life.